# Saint-Basile (Ardèche)
Pour les articles homonymes, voir Saint-Basile.
Saint-Basile est une commune française, située dans le département de l'Ardèche en région Auvergne-Rhône-Alpes. La commune est constituée de quatre hameaux : Saint-Basile, Mounens, Lapras et Cluac. La commune est intégrée dans le parc naturel régional des Monts d'Ardèche et ses habitants sont appelés les Basiliens et les Basiliennes.

## Géographie

### Situation et description
Saint-Basile est une petite commune de la partie septentrionale du département de l'Ardèche, rattachée à la communauté de communes du Pays de Lamastre et à l'arrondissement de Tournon-sur-Rhône. Entourée de petites montagnes boisées, son bourg qui domine la petite rivière de la Sumène présente un aspect essentiellement rural.

### Géologie et relief
La commune est située dans un secteur de basse montagne et son sol est composé principalement de gneiss.

## Climat
Pour des articles plus généraux, voir Climat d'Auvergne-Rhône-Alpes et Climat de l'Ardèche.
En 2010, le climat de la commune est de type climat des marges montargnardes, selon une étude du CNRS s'appuyant sur une série de données couvrant la période 1971-2000. En 2020, Météo-France publie une typologie des climats de la France métropolitaine dans laquelle la commune est exposée à un climat de montagne ou de marges de montagne et est dans une zone de transition entre les régions climatiques « Moyenne vallée du Rhône » et « Sud-est du Massif Central ».
Pour la période 1971-2000, la température annuelle moyenne est de 10 °C, avec une amplitude thermique annuelle de 16,7 °C. Le cumul annuel moyen de précipitations est de 1 028 mm, avec 8,5 jours de précipitations en janvier et 5,7 jours en juillet. Pour la période 1991-2020, la température moyenne annuelle observée sur la station météorologique de Météo-France la plus proche, « Vernoux », sur la commune de Vernoux-en-Vivarais à 9 km à vol d'oiseau, est de 11,2 °C et le cumul annuel moyen de précipitations est de 1 203,6 mm,. Pour l'avenir, les paramètres climatiques de la commune estimés pour 2050 selon différents scénarios d'émission de gaz à effet de serre sont consultables sur un site dédié publié par Météo-France en novembre 2022.

## Hydrographie
Le territoire communal est traversé par la Sumène. Le Condoie prend sa source au sud du village.

## Urbanisme

### Typologie
Au 1er janvier 2024, Saint-Basile est catégorisée commune rurale à habitat très dispersé, selon la nouvelle grille communale de densité à 7 niveaux définie par l'Insee en 2022.
Elle est située hors unité urbaine et hors attraction des villes,.

### Occupation des sols
L'occupation des sols de la commune, telle qu'elle ressort de la base de données européenne d’occupation biophysique des sols Corine Land Cover (CLC), est marquée par l'importance des forêts et milieux semi-naturels (61,4 % en 2018), une proportion sensiblement équivalente à celle de 1990 (61,2 %). La répartition détaillée en 2018 est la suivante : forêts (59,6 %), zones agricoles hétérogènes (25,4 %), prairies (13,2 %), milieux à végétation arbustive et/ou herbacée (1,8 %).
L'évolution de l’occupation des sols de la commune et de ses infrastructures peut être observée sur les différentes représentations cartographiques du territoire : la carte de Cassini (XVIIIe siècle), la carte d'état-major (1820-1866) et les cartes ou photos aériennes de l'IGN pour la période actuelle (1950 à aujourd'hui).

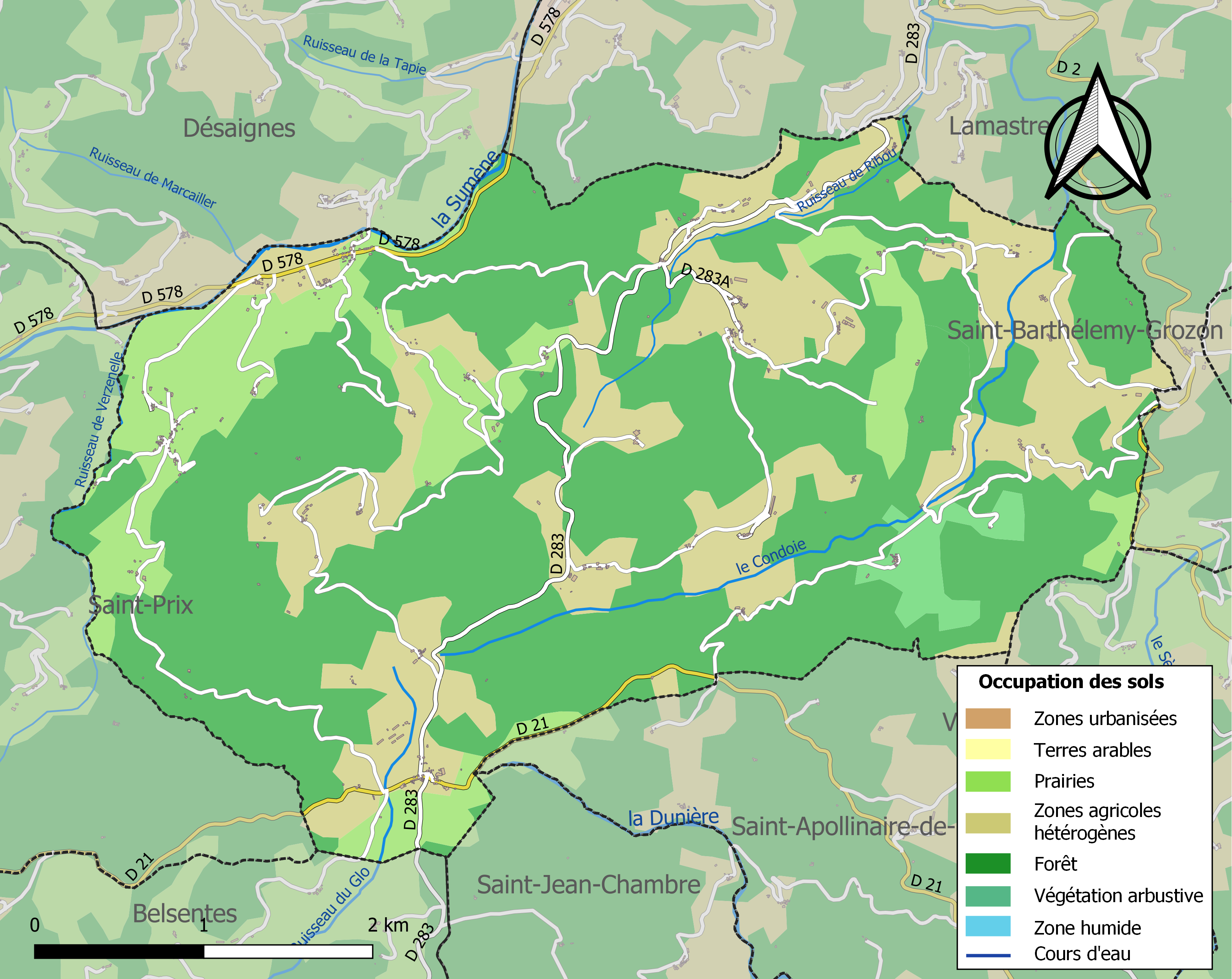
Carte des infrastructures et de l'occupation des sols de la commune en 2018 (CLC).

### Lieux-dits, hameaux et écarts
- Le hameau de Saint-Basile est le hameau où se situe le siège de la mairie, il se trouve aux alentours de 670 m d'altitude.
- Le hameau de Cluac se trouve aux alentours de 800 m d'altitude et est à 5,2 km du hameau de Saint-Basile. La route D 21 qui traverse Cluac relie la commune de Vernoux à celle de Saint-Agrève.
- Le hameau de Lapras se trouve aux alentours de 450 m d'altitude et est à 3,1 km du hameau de Saint-Basile. La route D 578 qui traverse Lapras relie la commune du Cheylard à celle de Lamastre.
- Le hameau de Mounens se trouve aux alentours de 560 m d'altitude et est à 5,1 km du hameau de Saint-Basile.

### Risques naturels

#### Risques sismiques
L'ensemble du territoire de la commune de Saint-Basile est situé en zone de sismicité no 2 (sur une échelle de 5), comme la plupart des communes situées sur le plateau et la montagne ardéchoise.
| Type de zone | Niveau           | Définitions (bâtiment à risque normal) |
| ------------ | ---------------- | -------------------------------------- |
| Zone 2       | Sismicité faible | accélération = 1,1 m/s2                |

## Toponymie
En 1179, Saint-Basile est transcrit Sanctus Basilius puis Saint Bausile en 1464 et Saint Basilidus en 1516. Durant la Révolution, la commune prit le nom de Basile Marron avant de reprendre son nom traditionnel de Saint-Basile en 1801.

## Politique et administration

### Liste des maires
| Période                                  | Période                | Identité        | Étiquette | Qualité |
| ---------------------------------------- | ---------------------- | --------------- | --------- | --- |
| Les données manquantes sont à compléter. |                        |                 |           | |
| mars 1965                                | mars 1989              | Marcel Félix    | SE        | Agriculteur |
| mars 1989                                | juin 1995              | Michel Pascal   | SE        | Forgeron |
| juin 1995                                | mars 2014              | Roger Rostaind  | PCF       | Chef d'entreprise |
| mars 2014                                | 2 février 2021 (décès) | Olivier Duhoo   | SE        | Infirmier dans la fonction publique hospitalière Vice-président de la communauté de communes du Pays de Lamastre chargé des questions numériques et environnementales |
| 2021                                     | En cours               | Michel Landrein | SE        | Cuisinier |

### Jumelages
- Tazlău (Roumanie)

## Population et société

### Démographie
L'évolution du nombre d'habitants est connue à travers les recensements de la population effectués dans la commune depuis 1793. Pour les communes de moins de 10 000 habitants, une enquête de recensement portant sur toute la population est réalisée tous les cinq ans, les populations de référence des années intermédiaires étant quant à elles estimées par interpolation ou extrapolation. Pour la commune, le premier recensement exhaustif entrant dans le cadre du nouveau dispositif a été réalisé en 2007.

En 2022, la commune comptait 351 habitants, en évolution de +2,33 % par rapport à 2016 (Ardèche : +2,48 %, France hors Mayotte : +2,11 %).
| 1793 | 1800  | 1806  | 1821  | 1831  | 1836  | 1841  | 1846  | 1851  |
| ---- | ----- | ----- | ----- | ----- | ----- | ----- | ----- | ----- |
| 808  | 1 080 | 1 180 | 1 122 | 1 138 | 1 267 | 1 473 | 1 370 | 1 516 |

| 1856  | 1861  | 1866  | 1872  | 1876  | 1881  | 1886  | 1891  | 1896  |
| ----- | ----- | ----- | ----- | ----- | ----- | ----- | ----- | ----- |
| 1 401 | 1 359 | 1 394 | 1 307 | 1 272 | 1 268 | 1 276 | 1 299 | 1 319 |

| 1901  | 1906  | 1911  | 1921 | 1926 | 1931 | 1936 | 1946 | 1954 |
| ----- | ----- | ----- | ---- | ---- | ---- | ---- | ---- | ---- |
| 1 195 | 1 221 | 1 058 | 951  | 879  | 793  | 719  | 603  | 533  |

| 1962 | 1968 | 1975 | 1982 | 1990 | 1999 | 2006 | 2007 | 2012 |
| ---- | ---- | ---- | ---- | ---- | ---- | ---- | ---- | ---- |
| 450  | 416  | 367  | 314  | 273  | 279  | 313  | 318  | 323  |

| 2017 | 2022 | - | - | - | - | - | - | - |
| ---- | ---- | - | - | - | - | - | - | - |
| 353  | 351  | - | - | - | - | - | - | - |

### Enseignement
La commune est rattachée à l'académie de Grenoble.

### Médias
Deux organes de presse écrite de niveau régional sont distribués dans la commune :
- L'Hebdo de l'Ardèche, journal hebdomadaire français basé à Valence et diffusé à Privas depuis 1999. Il couvre l'actualité pour tout le département de l'Ardèche ;
- Le Dauphiné libéré, journal quotidien de la presse écrite française régionale distribué dans la plupart des départements de l'ancienne région Rhône-Alpes, notamment l'Ardèche. La commune est située dans la zone d'édition du centre-Ardèche (Privas).

### Cultes
La communauté catholique et l'église de Saint-Basile (propriété de la commune) dépendent de la paroisse Saint Basile entre Doux et Dunière qui comprend plusieurs autres communes. Cette paroisse est elle-même rattachée au diocèse de Viviers.

## Culture locale et patrimoine

### Lieux et monuments

#### Patrimoine religieux
- Église Saint-Pierre-et-Saint-Paul à Mounens.
- Église Notre-Dame-de-l'Assomption à Cluac.
- Église Saint-Basile de Saint Basile.
- Temple protestant à Lapras.

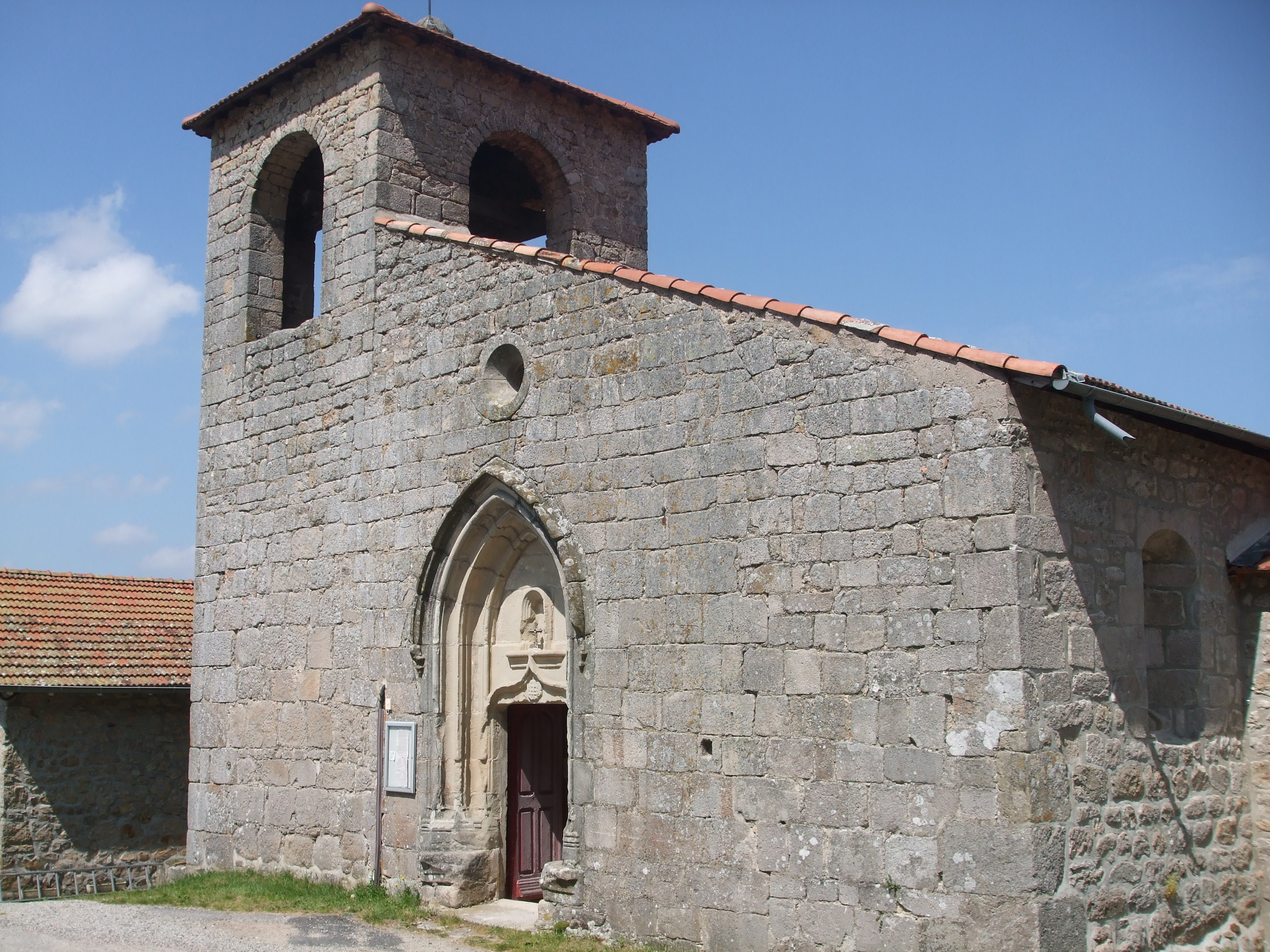
Église Saint-Basile.
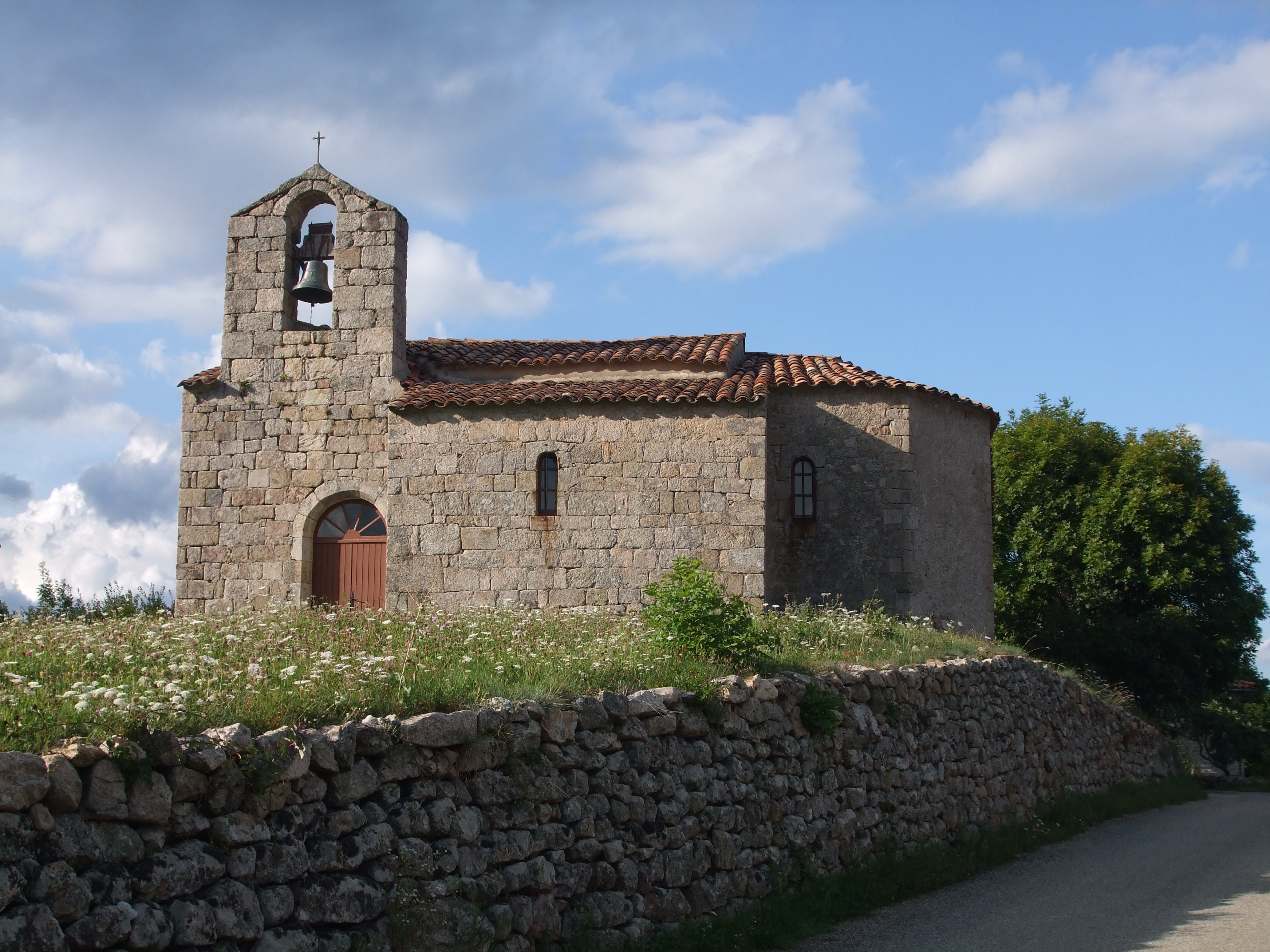
Église Saint-Pierre-et-Saint-Paul de Mounens.
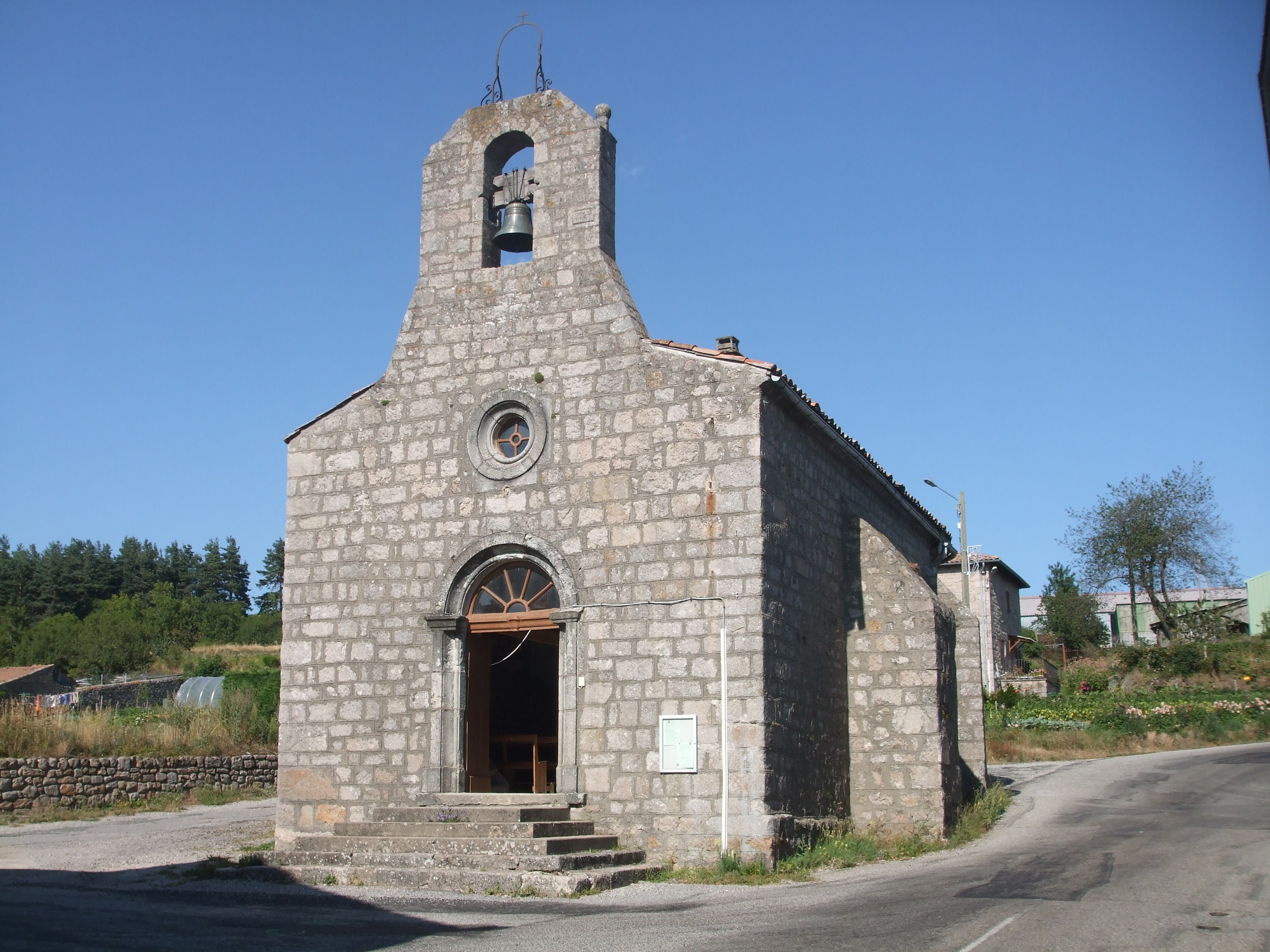
Église Notre-Dame-de -l'Assomption de Cluac.

#### Patrimoine civil

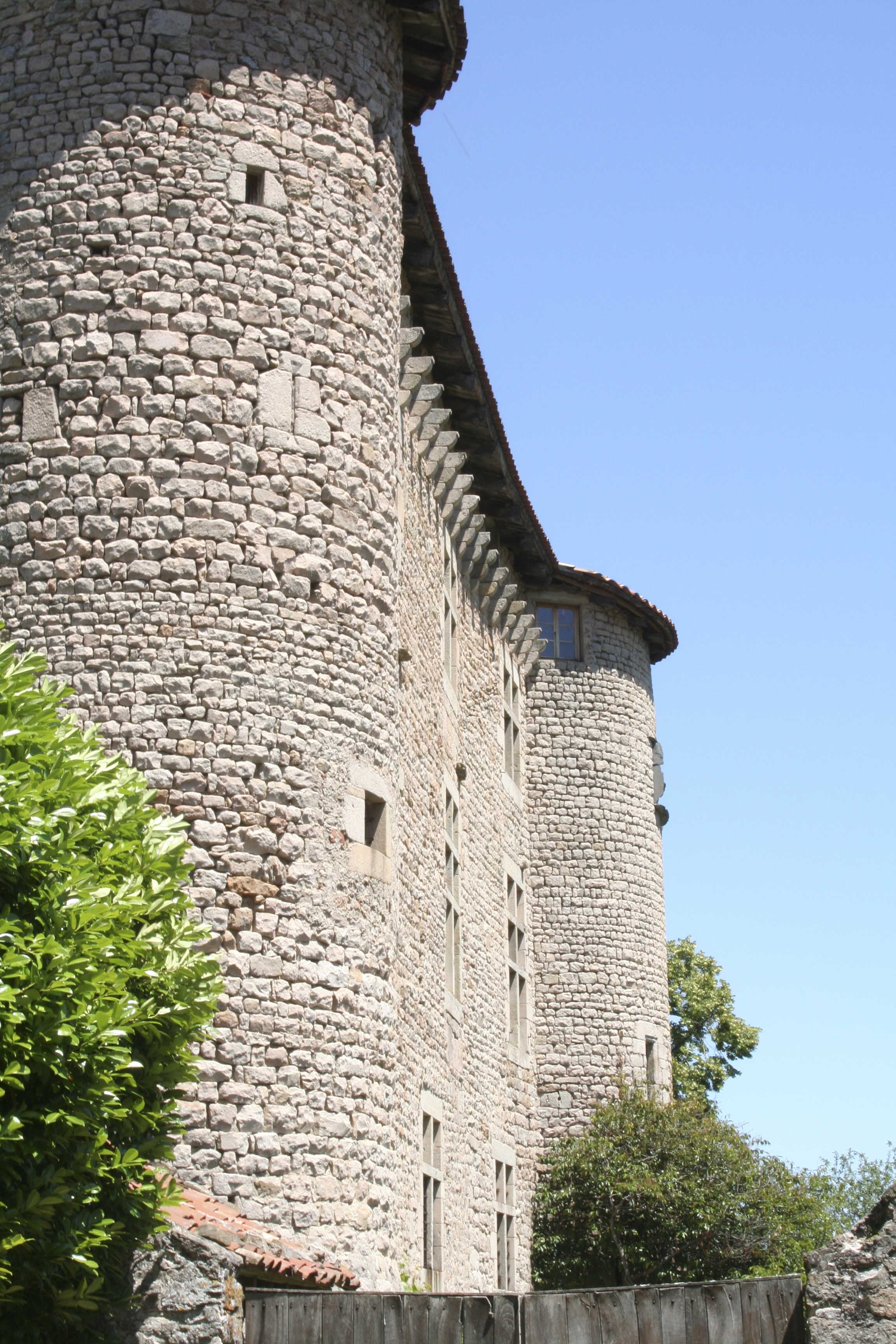
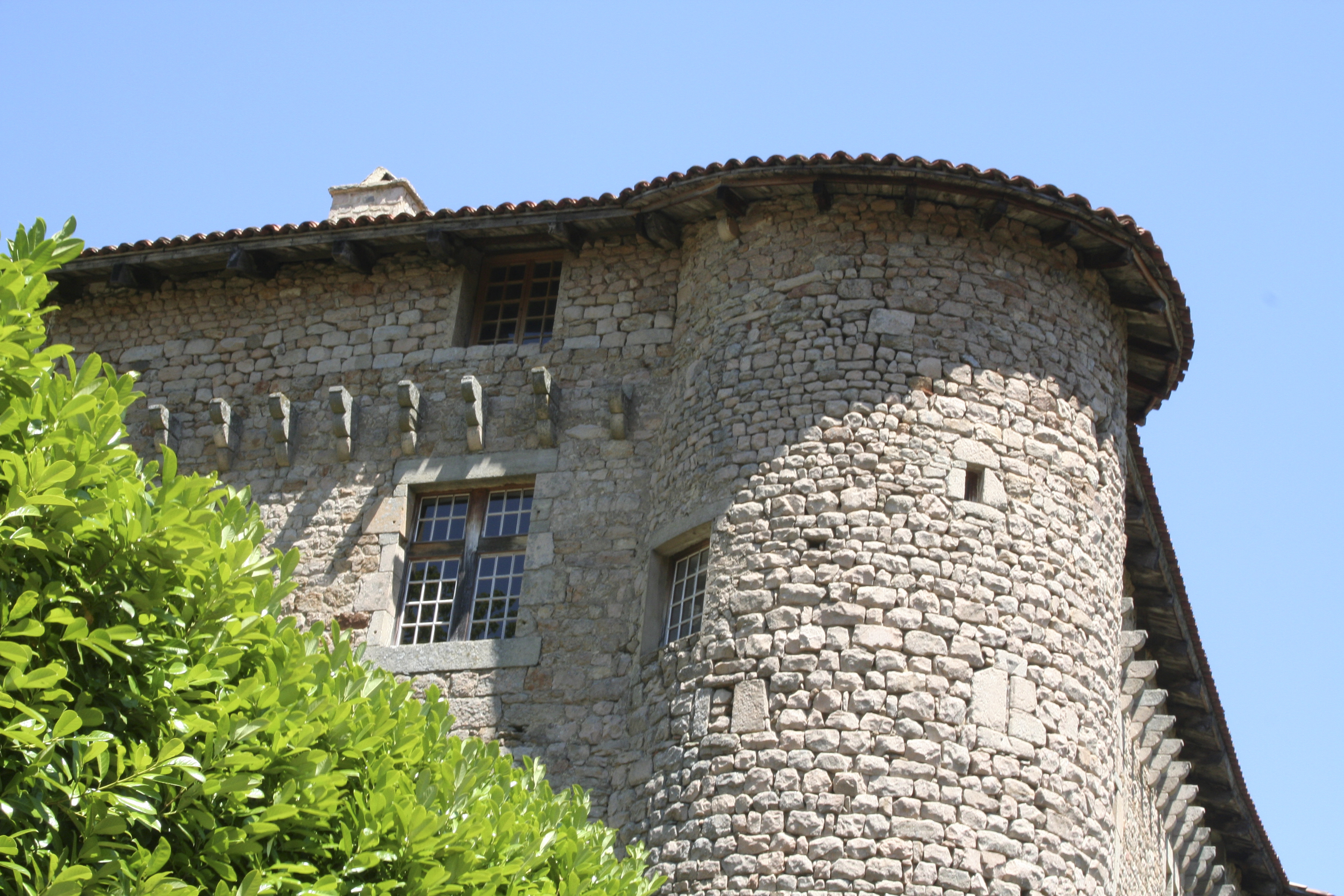
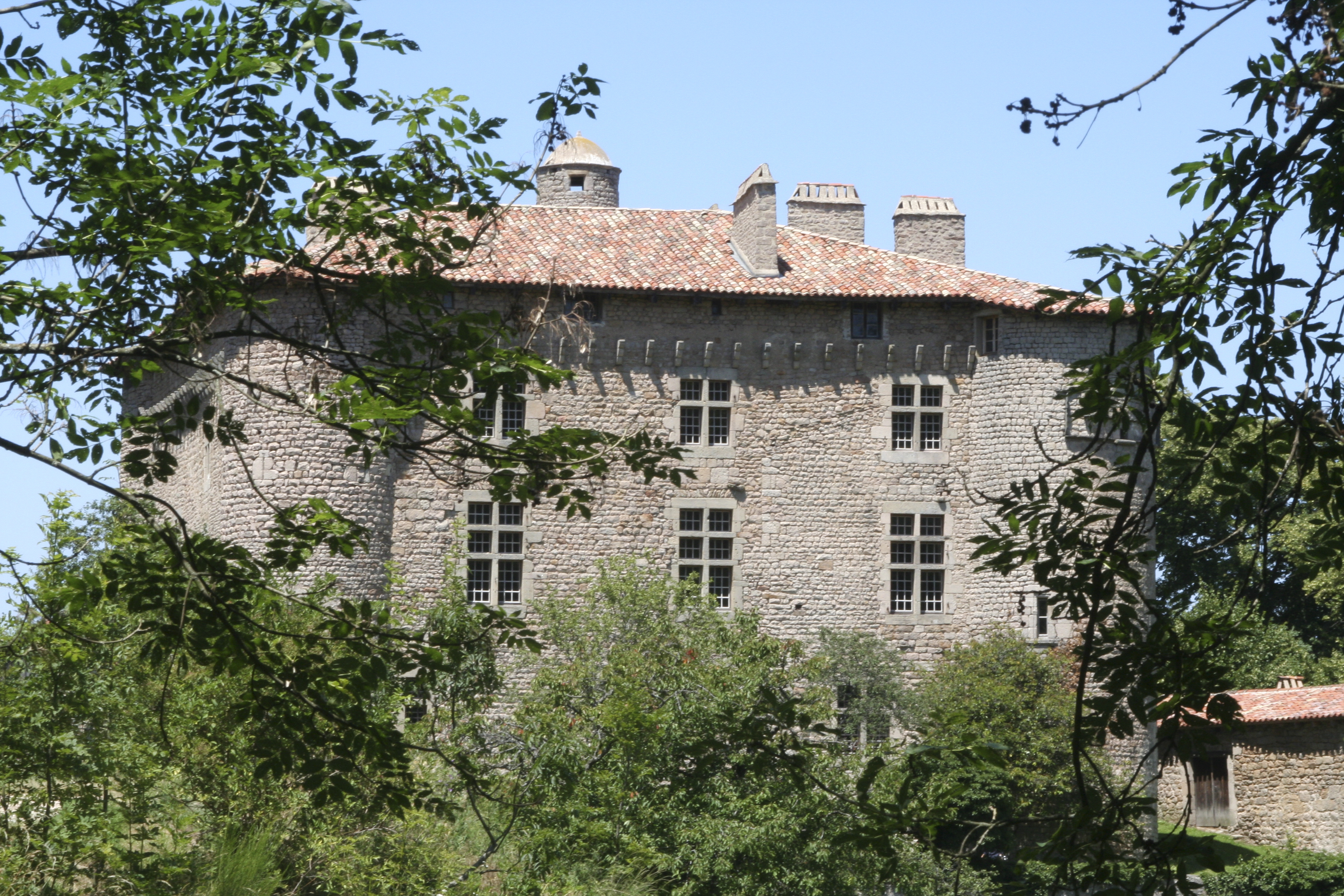

- Château de Maisonseule.

### Personnalités liées à la commune
- André-Ferdinand Hérold, fils de Ferdinand Hérold, avocat à la cour de cassation qui, sur le hameau de Lapras, possédait le château de Lapras ou Maison Hérold.
- Maurice Ravel séjourna à Lapras, dans la Maison Hérold, pendant l'hiver 1919-1920 et y composa La Valse.
- Le château de Maisonseule a été racheté par l'humoriste Yves Lecoq, déjà propriétaire d'autres châteaux qu'il restaure. Le 8 septembre 2013, le château est touché par la foudre et les toitures sont la proie d'un incendie[25].
- La Congrégation de saint Basile, dont le siège est à Toronto au Canada, doit son nom au village de Saint-Basile (le château de Maisonseule abritait au XIXe siècle une école de la congrégation).

### Héraldique
|  | Saint-Basile (Ardèche) possède des armoiries dont l'origine et le blasonnement exact ne sont pas disponibles. |